# Христо Ботев (стадион, Козлодуй)
Вижте пояснителната страница за други значения на Стадион „Христо Ботев“.
„Христо Ботев“ е футболен стадион, намиращ се в гр. Козлодуй, където местният футболен отбор „Ботев“ играе своите домакински мачове.
Намира се на ул. „Радецки“ в „Ботев парк“ близо до музея „Параход Радецки“. Близо до съоръжението е паметникът на Христо Ботев, както и пристанището на града.
Създаден е през 1974 г. През следващите 15 години местният „Ботев“ е в подем и на 3 пъти влиза в Б група.
Символ на стадиона са 2-те тополи зад едната врата. През 2009 г. отборът се завръща в СЗ В ФГ и стадионът се обновява. Навсякъде има трева, седалките на скамейките са като на водещите български клубове, добавена е ограда и т.н.

## Галерия
- По пътя за стадиона
- На влизане в стадиона
- Изглед към скамейките
- Изглед от централната трибуна
- Изглед към източната част
- Изглед към източната част 2
- Скамейките
- Изглед към западната врата
- Секторът за домакински фенове
- Секторът за гостуващи фенове
- Централната трибуна
- Емблемата